# Віреші – Таллінн
58°07′02″ пн. ш. 25°35′16″ сх. д. / 58.117222222222° пн. ш. 25.587777777778° сх. д.
Віреші – Таллінн – трубопровід, що пов’язує газотранспортні системи Латвії та Естонії.
В 1992 році завершили прокладання газопроводу діаметром 700 мм для транспортування блакитного палива з Інчукалнського підземного сховища газу (Латвія) на північ до Естонії. Його довжина становить 202 км, робочий тиск 5,5 МПа, пропускна здатність 7 млн.м³ на добу. Поставки по цьому напрямку здійснюються переважно в зимову пору року для покриття пікових навантажень, тоді як в інші періоди природний газ подається із системи Валдай – Рига через перемичку Ізборськ – Раквере та далі по газопроводу Кохтла-Ярве – Таллінн.
Планується, що після спорудження Балтікконнектора через Естонію до Латвії протягнуть другу нитку, яка дозволить Фінляндії також користуватись послугами ПСГ в Інчукалнс.